# Pinacoteca civica Vincenzo Bindi
La pinacoteca civica Vincenzo Bindi si trova a Giulianova, in provincia di Teramo.

## Storia
La pinacoteca trae origine dalla donazione dello storico e giurista Vincenzo Bindi che lasciò al Comune di Giulianova alla sua morte nel 1928 parte del palazzo lungo Corso Giuseppe Garibaldi e la sua raccolta di circa 400 opere d'arte.
L’esposizione venne aperta al pubblico nel 1978 ed è ospitata nell'appartamento di Bindi al secondo piano del palazzo (restaurato nel 2005), che conserva anche gli arredi lasciati dallo storico abruzzese. Ai quadri si aggiungono i volumi della biblioteca personale di oltre 5.000 volumi, ospitati al piano terra.

## Collezioni

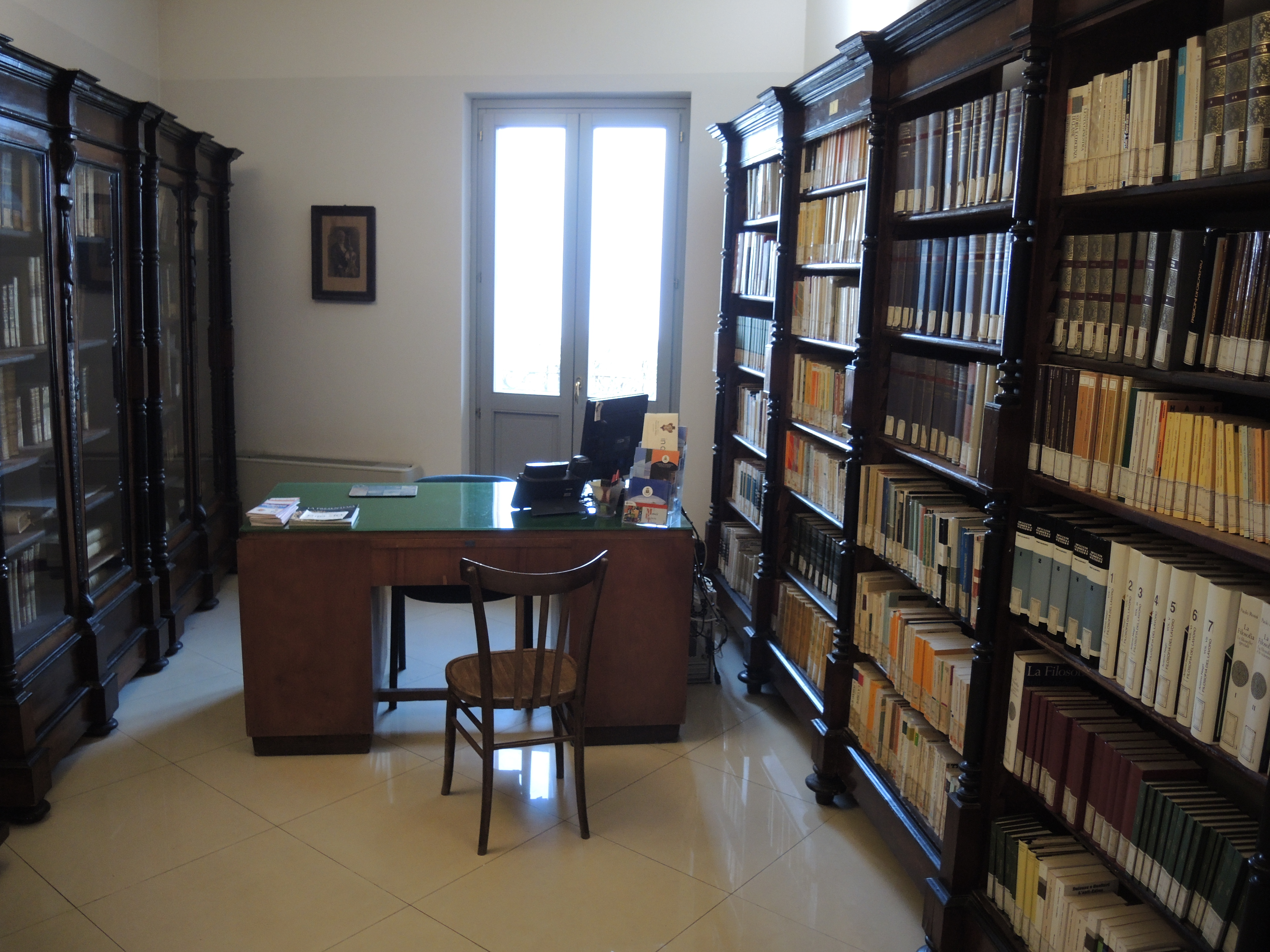
Biblioteca di Palazzo Bindi

Il nucleo principale di opere è quello della Scuola di Posillipo, collezionata grazie al matrimonio con la figlia del pittore Gonsalvo Carelli, con quadri di Anton Sminck van Pitloo, Giacinto Gigante, Teodoro Duclère, Consalvo Carelli e Raffaele Carelli.
A queste opere si aggiungono quadri di artisti abruzzesi come Pasquale Celommi, Filippo Palizzi, Nicola Palizzi, Giuseppe Bonolis, Teofilo Patini, Raffaello Pagliaccetti, Gennaro Della Monica e Francesco Paolo Michetti.
Altre opere sono attribuite a Domenico Morelli, Vincenzo Gemito, Francesco Solimena, Jusepe de Ribera, Pompeo Batoni, Valerico Laccetti e Vincenzo Camuccini.
La collezione, appartenente al comune, è stata ospitata all'interno del Museo d'arte dello Splendore di Giulianova fino al 17 dicembre 2019.

## Biblioteca Civica Vincenzo Bindi
La biblioteca nasce grazie alla donazione dello storico e giurista Vincenzo Bindi che lasciò al Comune di Giulianova alla sua morte nel 1928 parte del palazzo lungo Corso Giuseppe Garibaldi e la sua raccolta di 8.000 volumi.
La biblioteca è aperta al pubblico nel 1937 ed è ospitata nell'appartamento di Bindi al primo piano del palazzo (restaurato nel 2005).